# Тшемешно (Кротошинський повіт)
Тшемешно (пол. Trzemeszno) — село в Польщі, у гміні Роздражев Кротошинського повіту Великопольського воєводства.
Населення — 228 осіб (2011).
У 1975-1998 роках село належало до Каліського воєводства.

## Демографія
Демографічна структура станом на 31 березня 2011 року:
|          | Загалом | Допрацездатний вік | Працездатний вік | Постпрацездатний вік |
| -------- | ------- | ------------------ | ---------------- | -------------------- |
| Чоловіки | 117     | 22                 | 88               | 7                    |
| Жінки    | 111     | 21                 | 64               | 26                   |
| Разом    | 228     | 43                 | 152              | 33                   |